# Spangeschut

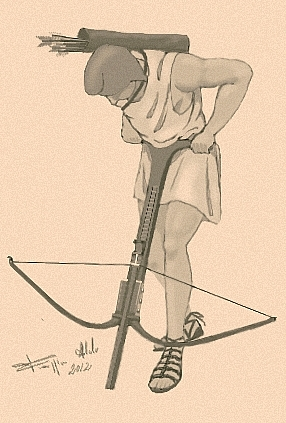
Gastraphetes

Spangeschut is een verzamelbegrip voor artilleriewapens uit de Oudheid, die hun schietenergie halen uit de spanning van de boogarm. Dit type geschut staat ook wel bekend als booggeschut.

## Geschiedenis
Volgens Diodoros van Sicilië kocht tiran Dionysios I van Syracuse wapenexperts weg bij de Grieken, Romeinen en Carthagers. Deze ontwikkelden voor hem de eerste "katapults". Hiermee bedoelde Diodoros spangeschut, waarschijnlijk een zware variant van de gastraphetes (γαστραφέτης, "buikwerper"), een soort van grote kruisboog die tegen de buik werd aangespannen. Tijdens het beleg van Motya in 398 v.Chr. heerste onder de troepen van de Carthaagse generaal Himilco grote ontmoediging na de inzet van deze nieuwe wapens door Dionysios.
In Griekenland werd rond 375 v.Chr. de oxybeles (Οξυβόλος, "pijlschieter") uitgevonden. De oxybeles is een grote composietboog die op een houten onderstel is gemonteerd. De boogpees wordt met een lier naar achter getrokken. Behalve pijlen kon dit wapen ook stenen afschieten. De steenwerpende artilleriewapens waarmee de Phocische generaal Onomarchus tijdens de Derde Heilige Oorlog in 353 v.Chr. de Falanx van Philippus II van Macedonië versloeg waren mogelijk oxybelai. Deze artilleriewapens werden verder ontwikkeld onder Philippus en mogelijk nog door zijn zoon Alexander de Grote gebruikt tijdens zijn beroemde veroveringstochten in Azië en Afrika.
In China werd rond die tijd de met de oxybeles vergelijkbare Jiaoche-Nu (绞车弩, "kruisboog met windas") ontwikkeld. Waarschijnlijk in de 5e eeuw maar mogelijk eerder werd deze opgevolgd door de Shoushe-Nu met dubbele composietbogen. Kort daarna werd de Chuangzi-Nu (三弓床子弩, "driebogige kruisboog met onderraam") uitgevonden. Dit was een grote kruisboog met drie composietbogen met één enkele boogpees. Doordat de potentiële energie in drie bogen werd opgeslagen konden grotere pijlen met aanzienlijk meer kracht verder worden weggeschoten.
Rond 340 v.Chr. verscheen het eerste torsiegeschut: artilleriewapens die hun schietenergie halen uit het torsiemoment dat optreedt bij het in elkaar draaien van pezenbundels en de hierbij optredende elastische deformatie van het spanraam. Vroege Griekse torsiewapens waren de euthytone en palintone. Deze wapens waren veel krachtiger en vervingen het spangeschut dan ook geheel.
In de middeleeuwen beleefde het spangeschut een opleving doordat de kennis van de technisch gecompliceerde torsiewapens na de val van het Romeinse Rijk niet meer werd doorgegeven. Middeleeuwse belegeringswapens met een spanboog zijn de arcuballista, sommige springalds en mogelijk de lepelblijde.